# Albury
Albury ist eine Stadt am Murray River im äußersten Süden von New South Wales in Australien. Bei der Volkszählung 2021 hatte sie 53.677 Einwohner. Die Stadt und die umliegenden Dörfer liegen im Verwaltungsgebiet Albury City. Zusammen mit der Stadt Wodonga bildet Albury einen Großraum, in dem zirka 98.000 Menschen leben.

## Geschichte
Bevor die ersten Europäer in Albury ankamen, lebten die Wiadjuri im Gebiet der heutigen Stadt. Man vermutet allerdings, dass sie nicht lange vor den Europäern dort ankamen. Am 16. November 1824 kamen die Entdecker Hamilton Hume und William Hovell auf ihrer Expedition an den Murray River bei Albury, den sie damals Hume River nannten. Sie schnitten ihre Namen am 17. November in den Hume Tree, einen Baum, und reisten dann weiter.
Ab den 1830er Jahren siedelten sich die ersten Europäer, hauptsächlich Schäfer, an und vertrieben die einheimische Bevölkerung. Ab dem 13. April 1839 hieß die kleine Siedlung offiziell Albury, der ursprüngliche Name war Bungambrewatha. 1847 gab es in Albury eine Poststation, zwei Gasthäuser und eine Schmiede. 1851 wurde New South Wales in zwei voneinander unabhängige Kolonien geteilt, der Norden hieß weiterhin New South Wales, der Süden wurde Victoria genannt. Der Murray River, an dem Albury liegt, wurde zur Grenze und Albury zur Grenzstadt, die von den Zöllen, die dort erhoben wurden, profitierte.
Viele Deutsche Immigranten, die in der Region Wein anbauten, kamen in der zweiten Hälfte des 19. Jahrhunderts an. Seit 1881 liegt Albury an der Zugstrecke von Sydney nach Melbourne, und da New South Wales und Victoria anfangs unterschiedliche Spurweiten hatten, wurden in Albury die Züge gewechselt; dies änderte sich erst 1962. 1911 zählte Albury 5862 Einwohner. 1936 wurde der Hume-Staudamm vollendet, der die Stadt vor Fluten schützen soll.
Unter der Regierung von Gough Whitlam wurde beschlossen, die Region Albury-Wodonga als großes Zentrum im Inland zu fördern, um die Küstenstädte, insbesondere Sydney und Melbourne, zu entlasten. 1981 lebten 30.072 Menschen in Albury. Man plante, dass die Zwillingsstädte bis zum Jahr 2000 300.000 Einwohner im Großraum haben sollten. In Wirklichkeit wurden es nicht einmal 100.000, aber durch die Ansiedlung von Industrie in der Region ist es heute eine sehr wohlhabende Gegend, und Albury eine der wenigen Städte im Inland, die nicht von der Landwirtschaft abhängig sind.
Albury war unter anderem einer der Austragungsorte beim Cricket World Cup 1992.

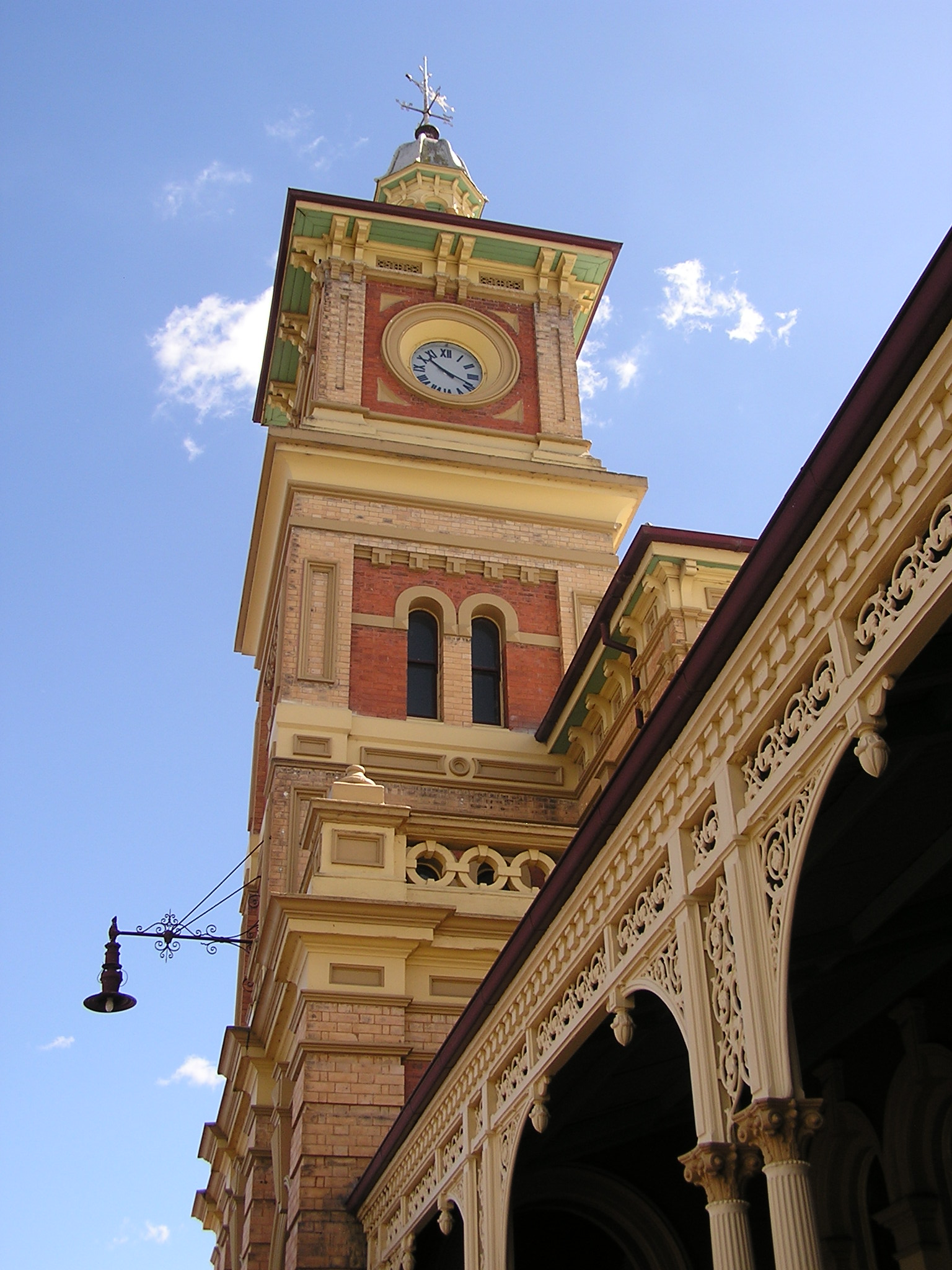
Bahnhof von Albury, erbaut 1881
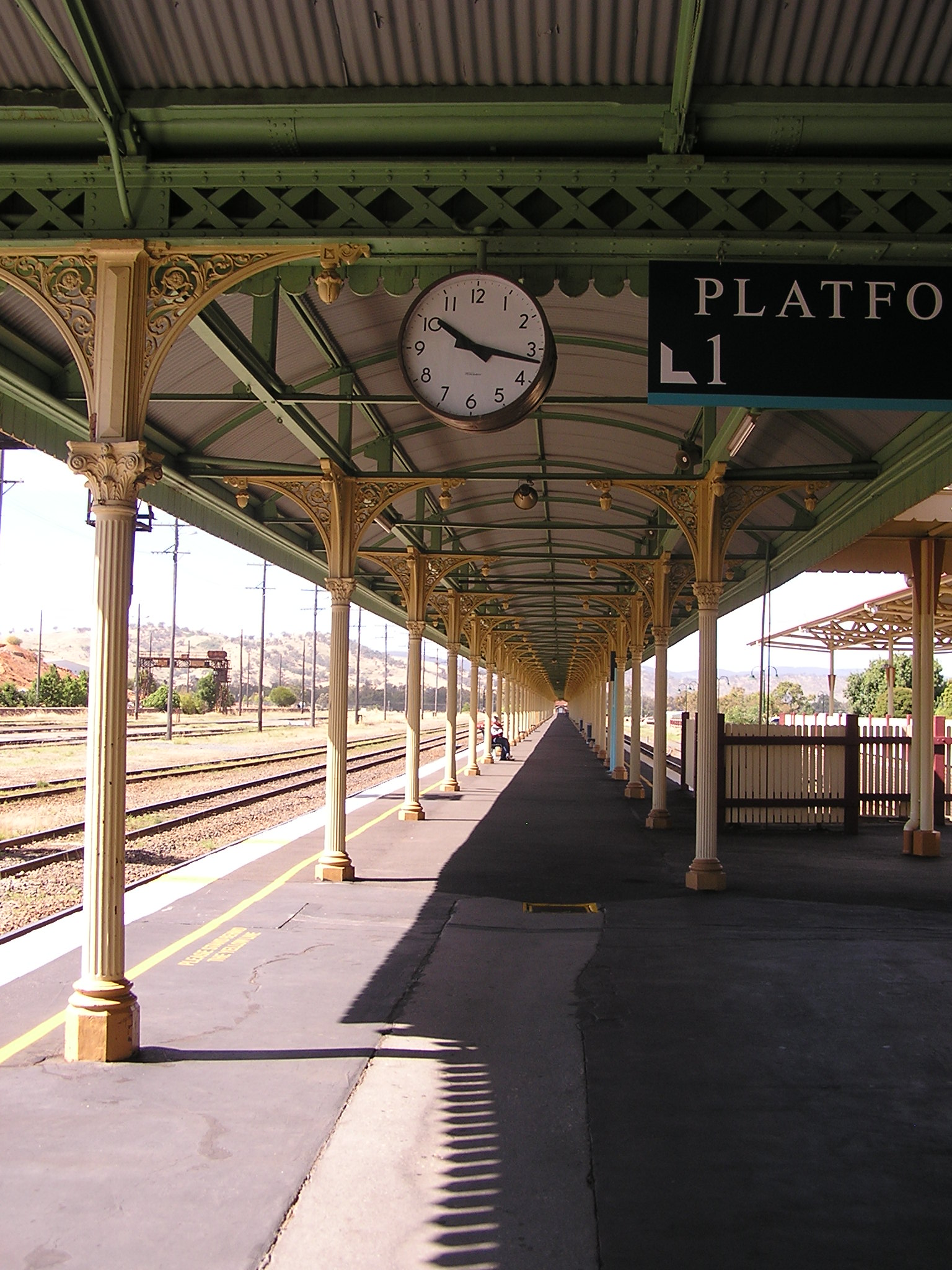
Bahnsteig des Bahnhofes (längster Bahnsteig der südlichen Hemisphäre)
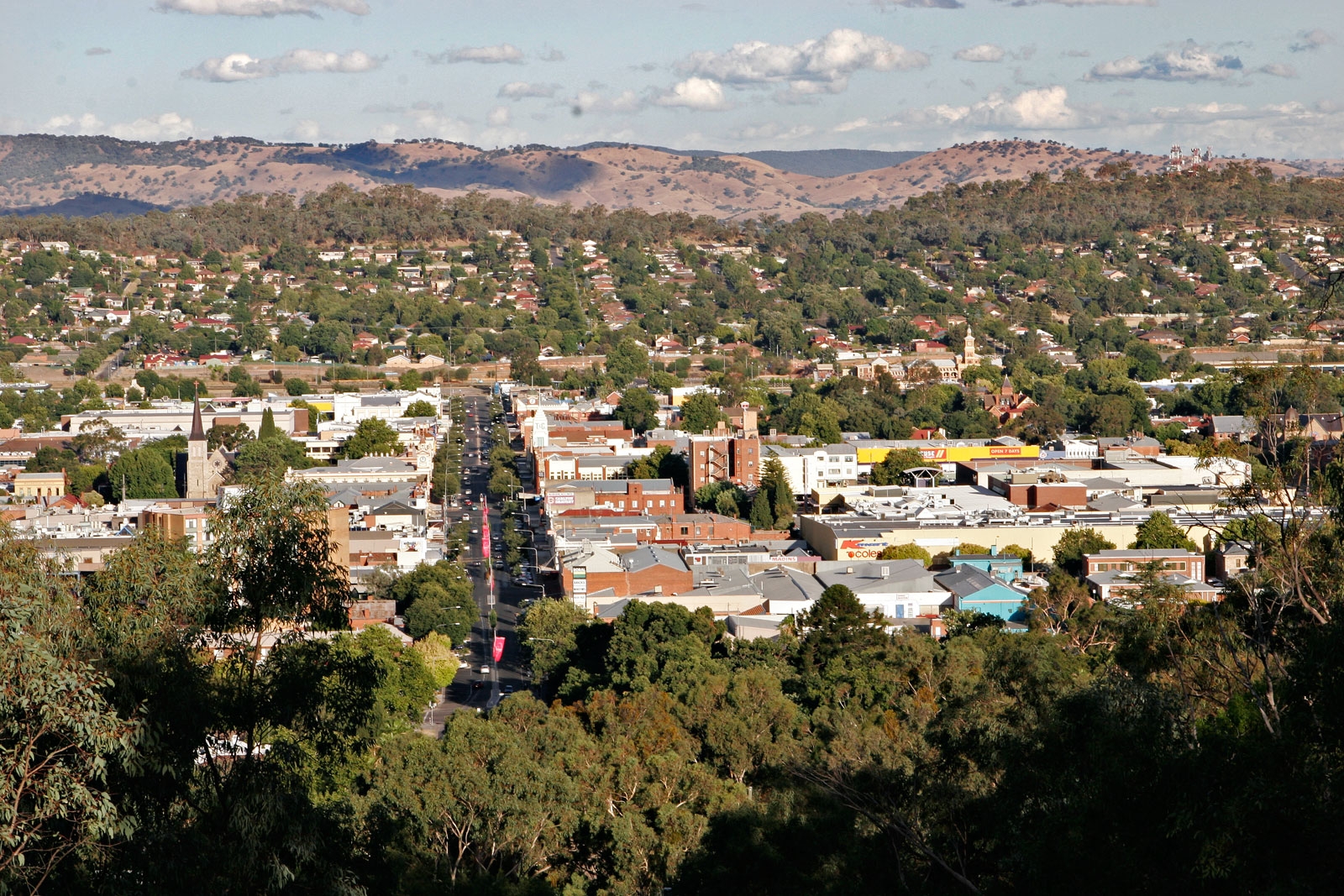
Aussicht auf die Stadt vom War Memorial
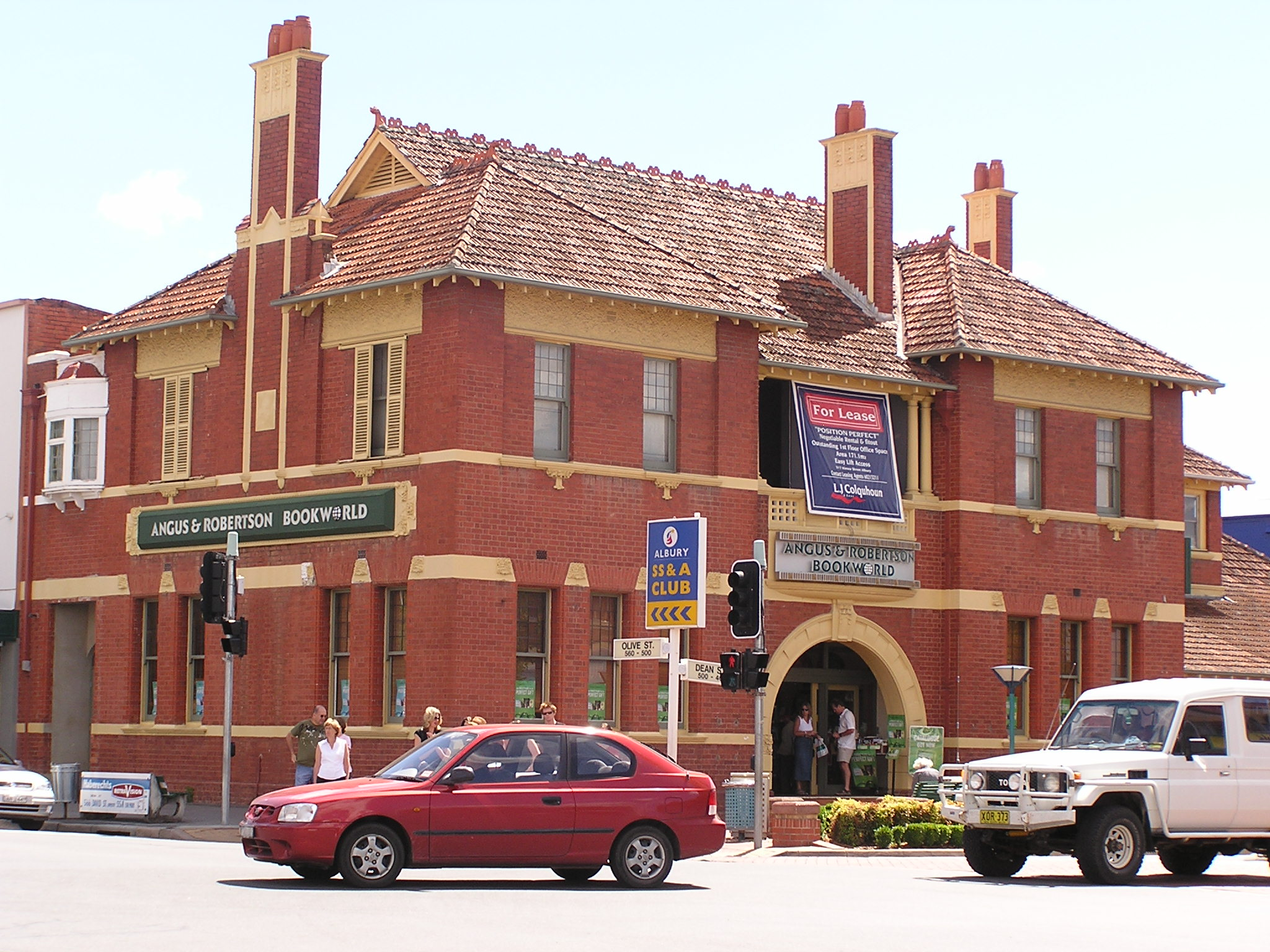
Straßenszene

## Geographie und Klima
Die Stadt liegt am Murray River, am Fuß der Great Dividing Range. Der Flughafen befindet sich 164 Meter über dem Meeresspiegel.
Albury liegt in der warmgemäßigten Klimazone. Es gibt vier sich deutlich voneinander unterscheidende Jahreszeiten. Die Winter sind mild, die Sommer warm bis heiß. Im Jahr fallen durchschnittlich 737 mm Regen (zum Vergleich: Wien 613 mm; Berlin 578 mm). Der meiste Regen fällt im August, der wenigste im Februar.
Im Sommer steigt die Temperatur fast immer über 30 °C, es gibt im Jahr durchschnittlich 17 Tage mit Höchstwerten über 35 °C, der durchschnittliche Tageshöchstwert im Winter liegt bei 14 °C. Es gibt dann in den Nächten oft Frost, es schneit allerdings so gut wie nie.
|                       | Jan  | Feb  | Mär  | Apr  | Mai  | Jun  | Jul  | Aug  | Sep  | Okt  | Nov  | Dez  |   |       |
| Mittl. Tagesmax. (°C) | 31,2 | 30,9 | 27,6 | 22,7 | 17,8 | 13,9 | 13,0 | 14,8 | 17,7 | 21,2 | 25,4 | 28,8 | ⌀ | 22    |
| Mittl. Tagesmin. (°C) | 15,5 | 15,4 | 12,4 | 8,5  | 5,5  | 3,4  | 2,7  | 3,6  | 5,5  | 7,9  | 10,9 | 13,3 | ⌀ | 8,7   |
|                       |      |      |      |      |      |      |      |      |      |      |      |      |   |       |
| Niederschlag (mm)     | 48,6 | 40,1 | 37,9 | 45,1 | 55,4 | 69,8 | 82,3 | 80,7 | 66,4 | 63,5 | 57,0 | 50,9 | Σ | 697,7 |
|                       |      |      |      |      |      |      |      |      |      |      |      |      |   |       |
| Regentage (d)         | 6,1  | 5,6  | 5,3  | 6,3  | 9,9  | 13,6 | 15,9 | 15,0 | 12,1 | 10,0 | 8,6  | 7,2  | Σ | 115,6 |

| 15,5 |

| 15,4 |

| 12,4 |

| 8,5 |

| 5,5 |

| 3,4 |

| 2,7 |

| 3,6 |

| 5,5 |

| 7,9 |

| 10,9 |

| 13,3 |

| 15,5 |

| 15,4 |

| 12,4 |

| 8,5 |

| 5,5 |

| 3,4 |

| 2,7 |

| 3,6 |

| 5,5 |

| 7,9 |

| 10,9 |

| 13,3 |

## Wirtschaft
Albury ist ein Verwaltungs- und Industriezentrum im südlichen New South Wales. Es gibt dort eine große Papierfabrik, eine Fabrik für Autoteile und eine wichtige Filiale der australischen Steuerbehörde.

## Söhne und Töchter der Stadt
- Arthur Green (1857–1944), Bischof
- Jack Crawford (1908–1991), Tennisspieler
- Bob Mark (1937–2006), Tennisspieler
- Peter Lafferty (* 1939), Radrennfahrer
- Margaret Smith Court (* 1942), Tennisspielerin
- Heinrich Steinfest (* 1961), Autor
- Richard Roxburgh (* 1962), Schauspieler
- Martin Hunter (* 1965), Kanute
- Nigel Milsom (* 1975), Maler
- Lyndelle Higginson (* 1978), Bahnradsportlerin
- Rebekah Keat (* 1978), Triathletin
- Jacinta van Lint (* 1978), Schwimmerin
- Chris McDonald (* 1978), Triathlet
- Jane Sexton (* 1978), Freestyle-Skierin
- David McPartland (* 1980), Radrennfahrer
- Lauren Jackson (* 1981), Basketballspielerin
- Patrick Murphy (* 1984), Schwimmer
- Tim Van Berkel (* 1984), Triathlet
- Daniel Ellis (* 1988), Bahnradsportler
- Lisa Mitchell (* 1990), Musikerin
- Meg Harris (* 2002), Schwimmerin